# 찰스 샌더스 퍼스
찰스 샌더스 퍼스(영어: Charles Sanders Peirce IPA: [tʃaɹlz ˈsændɚs ˈpɝs], 1839년~1914년)는 미국의 철학자이다. 현대 분석철학 및 기호논리학의 뛰어난 선구자 중 한 사람이다.

## 생애
매사추세츠주 케임브리지에서 하버드 대학교의 수학 교수 벤저민 퍼스(Benjamin Peirce)의 아들로 태어났다.
퍼스는 10대 후반부터 당시 "안면 신경통"으로 알려진 신경 상태로 고통받았으며, 이는 오늘날 삼차신경통으로 진단된다. 그의 전기 작가는 고통의 괴로움을 겪었을 때 "처음에는 거의 멍한 상태였으며, 그 다음에는 냉담하고, 차갑고, 우울하고, 극도로 의심이 많고, 사소한 횡단에도 참을성이 없었으며, 격렬한 화를 냈다."라고 말한다. 그 결과는 그의 말년의 사회적 고립으로 이어질 수 있었다.
하버드 대학교 졸업 후 미국 연안측량부(沿岸測量部)의 기사가 되고, 한편 7-8명의 동료와 '형이상학 클럽'을 만들어 철학을 연구했다. 회원들에게 공통된 사상을 그는 ‘실용주의’라 명명하고 그 사상 내용을 두 개의 논문으로 나누어 저널에 발표했다. 〈믿음을 확정하는 방법〉(월간 <대중과학>, 1877년 11월)과 〈어떻게 우리들의 관념(觀念)을 명석하게 만드는가〉(같은 저널, 1878년 1월)가 그것이다.
퍼스의 저작은 그가 죽은 후 하버드 대학에서 출판된 《전집》(8권, 1931-58)이 한동안 표준적인 문헌이었으나 퍼스의 미망인이 하버드 대학에 넘긴 방대한 유고를 정리해 출간하는 작업이 진행 중이다.

## 업적
퍼스는 30년 동안 과학자로 활동했다. 그는 하버드 학부생일 때 주로 독일어로 된 칸트의  순수 이성 비판 몇 페이지를 매일 읽으면서 철학을 배웠다. 그의 저서는 수학, 논리학, 철학, 통계학, 천문학, 측량학,  측지학, 실험 심리학,  경제학,  언어학,  역사학을 포함한 광범위한 학문 분야에 걸쳐 있다.
퍼스의 실용주의 철학에 따르면, 우리가 신념을 확정하는 방법에는 다음과 같이 네 가지가 있다.
- 고집의 방법
- 권위의 방법
- 선험적(先驗的) 방법
- 과학적 방법

이 가운데, 퍼스는 과학적 방법만이 바른 것이라고 주장하였다. 과학적 방법에 의해 얻어지는 신념은 연구자간에 공개되어 최종적으로 전원의 의견일치를 보았을 때에만 진리로서 승인된다. 철학의 과제는 애매한 관념이나 언어의 의미를 논리적으로 분석하고 명석하게 하는 데 있다. 그런데 관념을 표현하는 언어는 하나의 기호이므로 퍼스의 철학은 기호의 의미를 확실히 정하고, 기호체계를 분석하는 기호학 및 기호논리학이 본질적 구성 부분이다.
퍼스는 논리학을 철학의 한 부문으로, 형이상학보다 더 기본적인 것으로 보았다. 퍼스는 현재 연구 및 응용 프로그램에서 단순히 "논리학"라고 불리는 종류의 많은 것을 "논리학의 수학"이라고 불렀다. 그는 (철학적) 논리와 논리학의 수학 모두에서 생산적이었고, 이는 그의 작업과 사상에 깊이 연결되었다.
퍼스는 수십 년에 걸친 광범위한 연구를 통해 사고의 과정을 명확히 하고 과학의 작용을 설명하는 형식적인 철학적 방법을 모색했다. 자연과 양육에 뿌리를 둔 탐구의 역학에 대한 이러한 불가분의 얽힌 질문은 기호와 추론에 대한 매우 광범위한 개념으로 기호학을 발전시키도록 이끌었고, 그 절정으로서 '과학이 작동하는 방식'과 연구 방법을 고안했다. 이것은 예술의 예술, 과학의 과학, 모든 방법의 원칙에 이르는 방법과 같이 수세기 동안 가르쳐온 중세의 정의에 따른 논리학일 것이다.
퍼스의 기호학 이론은 일반론적 주장으로 인해 가장 복잡한 기호학 이론 중 하나로 알려져 있다. 퍼스에 의하면 기호는 표상체, 대상체, 해석체가 결합한 삼항 구조다. 표상체는 무언가에 대해 말하는 것으로 해석할 수 있는 표상이다. 그것은 반드시 상징적이거나 언어적이거나 인위적인 것은 아니다. 예를 들어 구름은 비가 올 징조다. 대상체는 기호가 나타내고자 하는 대상이다. 해석체는 일종의 아이디어나 효과, 해석, 인간 또는 기타로 형성된 부호의 의미 또는 결과이다.

## 반응
버트런드 러셀은 "의심할 여지 없이 [...] 그는 19세기 후반의 가장 독창적인 정신 중 하나였으며 확실히 역사상 가장 위대한 미국 사상가였다"라고 썼다. 알프레드 노스 화이트헤드는 1924년 하버드에 도착한 직후 퍼스의 미공개 원고를 읽는 동안 퍼스가 자신의 "과정" 사고를 예상했던 방식에 충격을 받았다. 칼 포퍼는 퍼스를 "역사상 가장 위대한 철학자 중 한 사람"으로 보았다. 그러나 퍼스의 업적은 즉시 인정되지 않았다. 그의 동시대인 윌리엄 제임스와 조사이어 로이스는 그를 존경했으나 즉각적인 효과는 없었다.

## 같이 보기
- 이진 행렬
- 수리심리학
- 화용론
- 진리표
- 올리버 웬들 홈스 주니어
- 조지 허버트 미드

## 참고 문헌
- 이 문서에는 다음커뮤니케이션(현 카카오)에서 GFDL 또는 CC-SA 라이선스로 배포한 글로벌 세계대백과사전의 내용을 기초로 작성된 글이 포함되어 있습니다.